# The Day the Earth Smiled

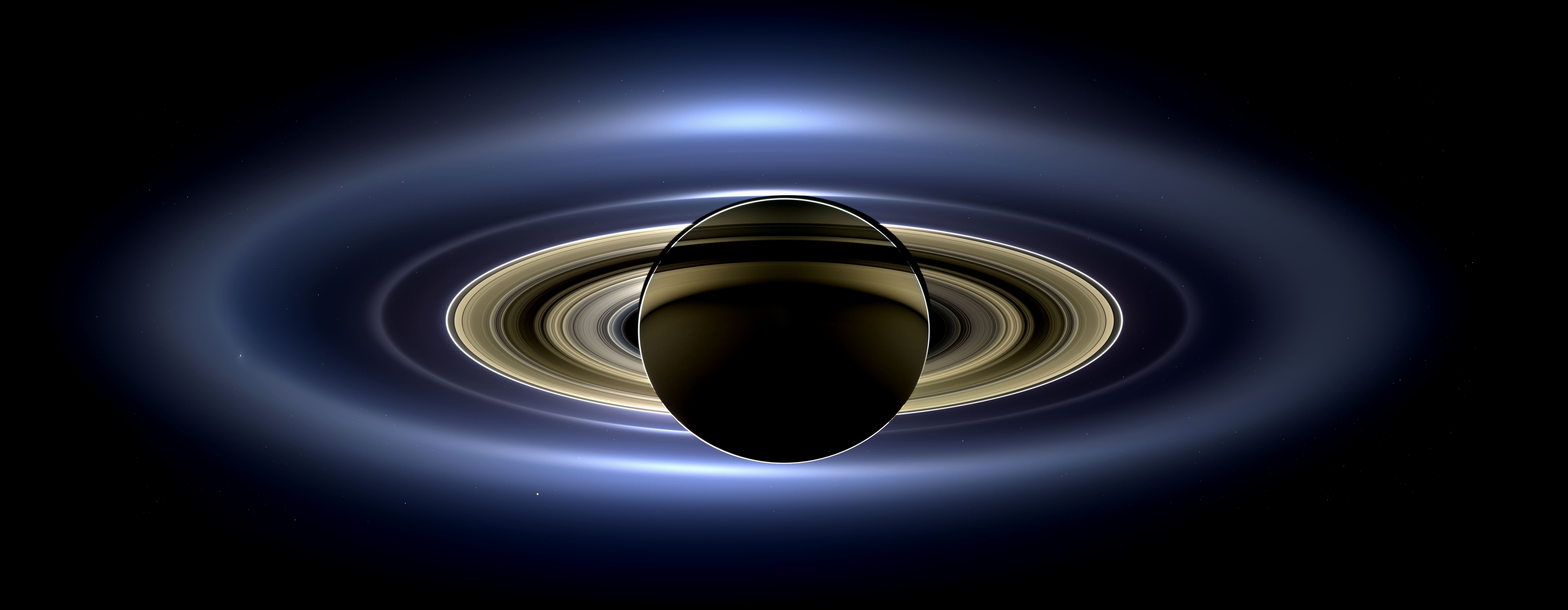
Das bearbeitete Foto von Saturn, aufgenommen am 19. Juli 2013

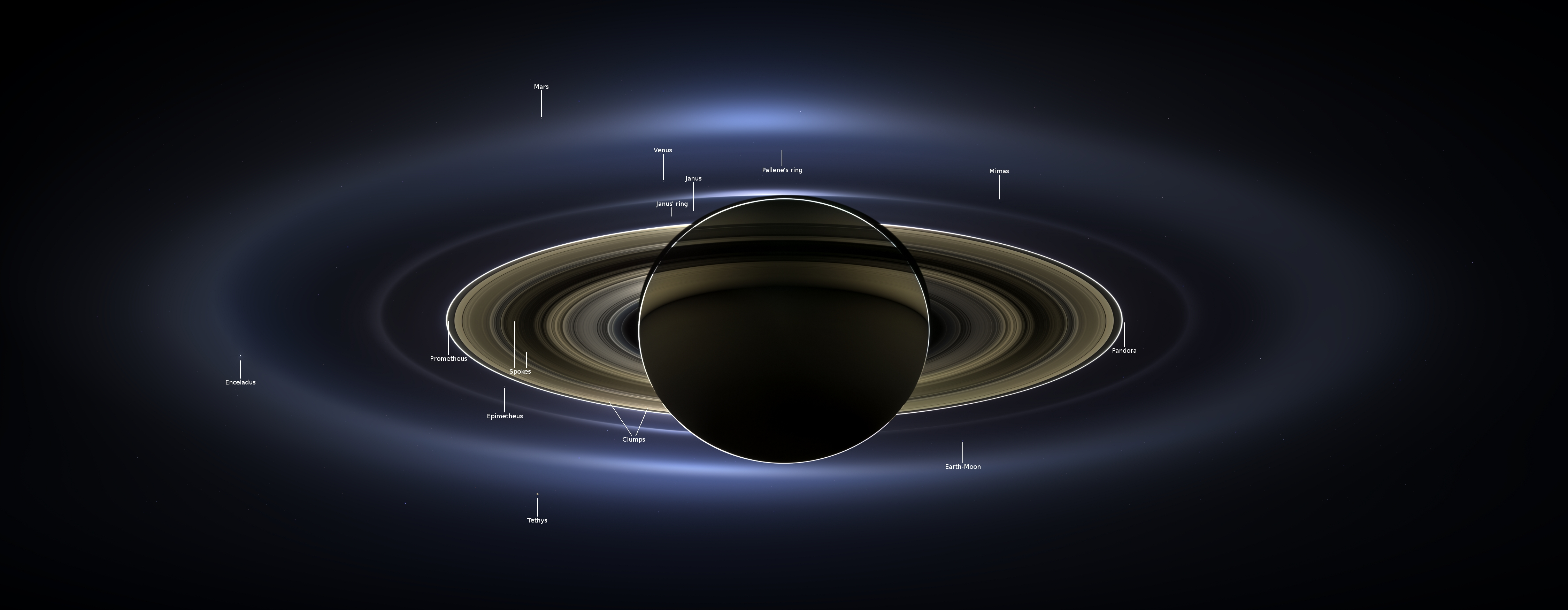
The Day the Earth Smiled
(„Der Tag, an dem die Erde lächelte“),
Foto mit Bildbeschriftung

The Day the Earth Smiled (englisch für Der Tag an dem die Erde lächelte) ist der Name eines zusammengesetzten Fotos, das von der NASA-Raumsonde Cassini am 19. Juli 2013 aufgenommen wurde. Der Name bezieht sich auch auf das fotografische Mosaik, das in vorangegangenen Jahren entstanden ist. Die Idee wurde von der Planetologin und Leiterin des Cassini-Bildgebungsteams Carolyn Porco entwickelt.

## Aufnahmen

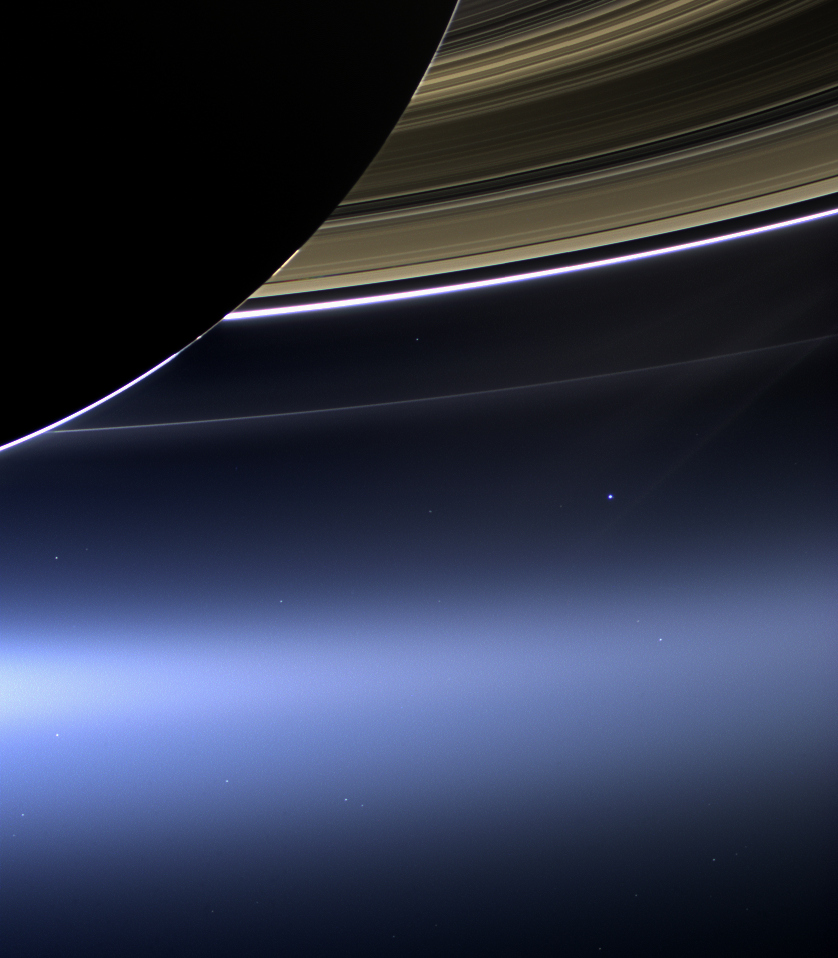
Die Erde als kleiner blauer Punkt, unterhalb der Ringe des Saturns

Während einer Sonnenfinsternis änderte Cassini ihre Ausrichtung für eine Aufnahme des Saturns mit dem größten Teil seines sichtbaren Ringsystems aus einer Entfernung von circa 1,2 Millionen Kilometer, die Erde und der Mond sind circa 1,45 Milliarden Kilometer (9,7 AE) entfernt als blasse Punkte zu erkennen. In den vorangegangenen neun Jahren in der Umlaufbahn um den Saturn hatte die Sonde bereits zweimal ähnliche Aufnahmen gemacht, 2006 und 2012.
Die Bilder für das endgültige Mosaik wurden am 19. Juli aufgenommen. In den vier Stunden, die Cassini für die Aufnahme der gesamten 404.880 Meilen (651.591 Kilometer) breiten Szene benötigte, nahm die Sonde insgesamt 323 Bilder auf, von denen 141 für das Mosaik verwendet wurden. Die Rohbilder der Sonde wurden kurz nach den Aufnahmen auf der Erde empfangen und anschließend im Cassini Imaging Central Laboratory for Operations (CICLOPS) verarbeitet. Die Verarbeitung des gesamten Mosaiks erfolgte im Laufe von etwa zwei Monaten unter der Leitung von Porco. Ein hochauflösendes Bild der Erde und des Mondes sowie ein kleiner Teil des endgültigen Weitwinkelmosaiks, das die Erde zeigt, wurden einige Tage nach der Aufnahmesequenz vom 19. Juli der Öffentlichkeit zugänglich gemacht. Am 12. November 2013 folgte das Mosaik.
Ein Foto zeigt die Erde, den Mars, die Venus und mehrere Saturnmonde. Ein Bild mit höherer Auflösung, welches die Erde und den Mond als deutliche Lichtpunkte zeigt, wurde mit der Schmalwinkelkamera der Raumsonde aufgenommen und kurz darauf veröffentlicht.
Wie die NASA mitteilte, war dies das erste Mal, dass vier Planeten – Saturn, Erde, Mars und Venus – gleichzeitig im sichtbaren Licht von Cassini aufgenommen wurden. Es war auch das erste Mal, dass die Menschen auf der Erde im Voraus wussten, dass ihr Planet vom äußeren Sonnensystem aus fotografiert wird.

## Resonanz

Fotomosaik der Wave at Saturn-Kampagne der NASA

Die offizielle Freigabe des endgültigen Mosaiks The Day the Earth Smiled durch die NASA am 12. November 2013 wurde von Medien auf der ganzen Welt verbreitet. Das Bild zierte am nächsten Tag die Titelseite der New York Times. Das Mosaik wurde auch von Carolyn Porco präsentiert und dem verstorbenen Astronomen Carl Sagan bei einer Zeremonie in der Library of Congress zu Ehren des Erwerbs von Sagans Nachlass gewidmet. Außerdem wurde am 12. November eine Collage veröffentlicht, die im Rahmen der NASA-Kampagne Wave at Saturn entstanden war. Die rund 1.600 Fotos der Collage zeigen zahlreiche Menschen am Tag der Cassini-Aufnahmen.